# 杨集镇 (上蔡县)
杨集镇，是中华人民共和国河南省驻马店市上蔡县下辖的一个乡镇级行政单位。

## 行政区划
杨集镇下辖以下地区：
杨集村、前桥村、高岳村、前李村、中街村、东北庄村、戚老村、小戚村、中吕村、前常营村、后常营村、邓魏村、赵寨村、板张村、谢庄村、马乔村、大郑营村、大付营村、相湾村和里湾村。